# Filippo Magli
Filippo Magli, né le 29 avril 1999 à Empoli (Toscane), est un coureur cycliste italien.

## Biographie
Originaire d'Empoli, Fillippo Magli réside à Montelupo Fiorentino. Son père est poissonnier et sa mère travaille en tant que femme de ménage. Il commence le cyclisme vers l'âge de sept ans, lorsqu'il prend une licence au Velo Club Empoli. Son petit frère Lorenzo pratique également ce sport en compétition,.
En 2016, il termine notamment deuxième du Gran Premio dell'Arno et sixième du Tour du Valromey. Sélectionné en équipe d'Italie, il se classe cinquième d'une étape de la Course de la Paix juniors et quinzième de Paris-Roubaix juniors. Il intègre ensuite le club Mastromarco-Sensi-FC Nibali, où il court durant cinq saisons. Durant cette période, il s'illustre principalement chez les amateurs italiens en obtenant trois victoires et diverses places d'honneur. 
En 2021, il finit quatrième du Piccolo Giro di Lombardia et dixième du championnat d'Espagne espoirs. Il passe ensuite professionnel en 2023 au sein de la formation Green Project-Bardiani CSF-Faizanè, après y avoir été stagiaire à deux reprises,. Son contrat s'étend sur deux saisons.

## Palmarès et résultats

### Palmarès par année
- 2017
  - 2e du Gran Premio dell'Arno
- 2018
  - 2e du Trofeo Viguzzolo
  - 2e de la Coppa in Fiera San Salvatore
- 2019
  - 2e du championnat d'Italie du contre-la-montre par équipes espoirs
  - 3e du Trophée Tempestini Ledo
  - 3e de la Coppa in Fiera San Salvatore
  - 3e du Trofeo Gavardo Tecmor
- 2020
  - Grand Prix de la ville de Vinci
- 2021
  - Trofeo Comune di Lastra a Signa
  - 2e du Giro del Casentino
  - 2e du Gran Premio Comune di Cerreto Guidi
  - 3e du Grand Prix de la ville d'Empoli
  - 3e du Mémorial Daniele Tortoli
- 2022
  - Coppa Penna
  - 2e du Trophée de la ville de Malmantile
  - 3e du Giro delle Valli Aretine
  - 3e du Grand Prix de la ville de Vinci
- 2023
  - Muur Classic Geraardsbergen

- 2024
  - 3e du Tour de Hainan

### Résultats sur les grands tours

#### Tour d'Italie
2 participations
- 2023 : 106e
- 2025 : 116e

### Classements mondiaux
| Année                                 | 2021  | 2022 | 2023 | 2024 |
| ------------------------------------- | ----- | ---- | ---- | ---- |
| Classement mondial                    | 2123e | nc   | 483e | 299e |
| UCI Europe Tour                       | 1441e | nc   | nc   | nc   |
|                                       |       |      |      |      |
| Légende : nc = non classéSource : UCI |       |      |      |      |